# Antípatro de Tiro
Antípatro de Tiro (griego: Ἀντίπατρος ὁ Τύριος; fl. siglo I a. C.) fue un filósolo estoico amigo de Catón el Menor y de Cicerón.

## Vida
Antípatro vivió después de Panecio, o bien era menor que él. Cicerón cuenta que murió "recientemente en Atenas", lo que debe significar que poco antes de 45 a. C. Estrabón lo menciona como un "famosos filósofo" de Tiro. Se dice que Antípater se hizo amigo de Catón cuando este era joven y que y que lo inició en la filosofía estoica:

Habiéndose hecho [Catón] conocido íntimo de Antípatro el Tirio, el filósofo estoico, se dedicó al estudio de la doctrina política y moral por sobre todo.

## Obras
Poco se sabe de sus escritos. De Cicerón quizás se infiera que Antípater, como Panecio, escribió una obra Sobre los deberes (en latín: de Officiis):
"Antípatro de Tiro, un filósofo estoico que murió recientemente en Atenas, afirma que ambos puntos fueron pasados por alto por Panecio, el cuidado de la salud y la propiedad."
Diógenes Laercio refiere a otra obra suya llamada En el Cosmos (en griego: περὶ κόσμου:

"El mundo entero es un ser vivo, dotado de alma y razón, con el éter como principio rector. Eso dice Antípatro de Tiro en el octavo libro de si tratado Sobre el cosmos".